# متلازمة هامان
متلازمة هامان أو متلازمة ماكلين هي متلازمة من نفاخ تحت الجلد تلقائي (هواء في انسجة الجلد)، واسترواح المنصف (هواء في المنصف، مركز التجويف الصدري)، ويرتبط أحيانا مع الألم.
سميت بعد الطبيب جون هوبكنز بأسم الطبيب السريري لويس هامان، دكتوراه في الطب
متلازمة هامان يمكن أن تسبب علامة هامان.

## الأسباب
المتلازمة تحدث بسبب التمزق السنخي ويمكن أن يظهر ما بعد الولادة
وبشكل عام هو أكثر حدوثاً في النساء الشابات.